# Agnieszka Chlipała
Agnieszka Chlipała (ur. 2 stycznia 1983) – polska judoczka i zawodniczka ju-jitsu.
Była zawodniczka KS Gwardia Bielsko-Biała (1995-2007). Brązowa medalistka zawodów Pucharu Świata w Bukareszcie 2006. Dwukrotna brązowa medalistka mistrzostw Europy juniorek (2000, 2001). Brązowa medalistka mistrzostw Europy seniorek 2007 w turnieju drużynowym. Mistrzyni Polski seniorek 2005 w kat do 78 kg, trzykrotna wicemistrzyni Polski seniorek (2000 - kat. do 70 kg, 2003 i 2006 - kat. do 78 kg) oraz dwukrotna brązowa medalistka mistrzostw Polski seniorek (2002 - kat. do 70 kg, 2004 - kat do 78 kg). Ponadto m.in. młodzieżowa mistrzyni Polski 2005 oraz dwukrotna mistrzyni Polski juniorek (2002, 2005). W 2004 została mistrzynią świata w ju-jitsu.